# Платика
Платиката (Abramis brama) е сладководна риба от семейство Шаранови. Това е придънна риба, хранеща се както с животинска, така и растителна храна. Широко разпространен вид, често обект на спортен риболов.

## Външен вид
Платиката притежава сравнително голямо странично-сплеснато тяло и малка глава. Тя има най-сплесканото тяло от всички придънни риби. Непосредствено зад главата в гръбната част на тялото се разполага характерна и сравнително висока гърбица. Аналният плавник е с източена, продълговата форма и около него липсва люспесто покритие. Окраската варира силно в зависимост от околната среда, но най-често е в сребристо сив цвят. При по-възрастните екземпляри тялото може да добие бронзов оттенък, особено в чисти води. Плавниците са сивкави до черни, но никога не са яркооцветени. Притежава характерна уста, разположена в долната част на главата.

## Анатомични особености
Гръбначният стълб е изграден от 43 до 45 прешлена. Гръбната перка е една, с 3 шипа и 9 до 10 лъча. Опашната перка е разклонена със сравнително нормална форма. Аналната перка е също една с 3 шипа и 23 до 30 лъча. Коремните перки са чифтни с 1 шип и 15 до 17 лъча. Гръдните перки са чифтни с 2 шипа и 8 до 9 лъча.

## Физически характеристики
Платиката варира между 30 и 55 cm дължина, но се срещат екземпляри и до 75 cm. Теглото е между два и четири, рядко пет килограма. Официалният рекорд е 6,01 кг и е постигнат през 1984 година в река Хагбион край Калмар, Швеция.
Гигантска платика е уловена в Англия през пролетта на 2012 г. Оказва се, че екземплярът чупи дори досегашния световен рекорд за всички времена. Трофейната платика тежи точно 23 либри, което се равнява на 10,5 килограма.
Риболовецът, имал щастието да извади водния звяр, е Скот Крук от Шотландия. Той заметнал въдиците в езеро край Кеймбридж, което е известно и с други национални рекорди за най-едри риби. Любопитното е, че на въпросния водоем през 2009 година Марк Маккена хваща платика с тегло около 10 килограма. Смята се, че именно същата риба е уловена и сега, но вече наддала още в теглото си.

## Местообитание
Платиката обитава бавнотечащи води – долните течения на реки, езера и дори тинести блата. По-рядко се среща и в бракични открити води.

## Разпространение
Платиката е типична и често срещана риба в Европа, както и в средните части на Азия. Разпространена е във водоеми, северно от Алпите и Пиренеите, както и на Балканите. На изток достига до Каспийско, Черно и Аралско море.
Страните, на чиято територия се среща платика, са Афганистан, Андора, Армения, Австрия, Азърбайджан, Беларус, Белгия, Босна и Херцеговина, България, Дания, Естония, Финландия, Франция, Грузия, Германия, Гърция, Унгария, Иран, Ирландия, Италия, Казакстан, Латвия, Лихтенщайн, Литва, Люксембург, Северна Македония, Молдова, Черна гора, Холандия, Норвегия, Полша, Румъния, Русия, Сърбия, Словакия, Словения, Испания, Хърватска, Чехия, Швеция, Швейцария, Турция, Туркменистан, Украйна, Великобритания и Узбекистан .
В България платика може да се срещне по цялото течение на река Дунав, Вит в долното течение на река Камчия и в Шабленското езеро. Изкуствено зарибени с платика са и редица водоизточници – язовир „Овчарица“, язовир „Розов кладенец“, както и язовир Искър.

## Начин на живот и хранене
Платиката се движи на стада в придъните слоеве на водата.
Тази риба е практически всеядна. Храни се с различни безгръбначни, червеи, ларви на насекоми, пиявици, но не отказва и растителна храна като водорасли и дребни придънни растения.

## Размножаване
Платиката хвърля хайвера си през пролетта, най-често през април до май, при средна температура на водата между 17 и 20 градуса. По време на размножителния период мъжките оформят своя територия, където женските отлагат своя хайвер. Женските платики полагат хайвера си върху водни растения и водорасли, като средното количество яйца е между 100 000 и 300 000. Малките се излюпват след около 12 дена и остават закрепени към растенията посредством адхезивна материя, до изчерпване на запасите в жълтъчното мехурче. Половата зрялост настъпва едва през третата или четвъртата година.

## Близки видове
Платиката може да бъде сбъркана с изключително сходен вид риба от същия род – Немски косат (Abramis sapa), особено при сравняване на млади екземпляри. Люспите на платиката са по-малки по размер, но най-сигурният метод за различаване е броенето на редовете люспи от началото на гръбната перка до страничната линия на рибата. Платиката притежава 13 или повече реда люспи, докато бабката се характеризира с 11 или по-малко реда.